# Euranet
Euranet er et samarbejde mellem forskellige radiostationer over hele Europa. Euranet sender både over de medvirkende radioers sendenet, over satellit og igennem internettet. Radiosamarbejdet er finansieret af EU-Kommissionen. 
Euranet kan høres på 21 forskellige sprog i 20 forskellige lande alene i EU. Sammenlagt er der 20 millioner daglige lyttere. Dertil  kommer mange millioner lyttere i lande udenfor EU. I Danmark er der 200.000 lyttere igennem et netværk af ikke-kommercielle radiostationer over hele landet, samt Radio JyllandsPosten. Stationen kan også høres over Internettet.
Euranet blev lanceret af EU-kommissionen den 26. februar 2008 på en pressekonference i Bruxelles, hvor Kommissionens næstformand Margot Wallström orienterede om kommissionens initiativ. Radioens budget er på 5,8 millioner euro årligt, der betales af EU i de første fem år af radioens levetid. Euranet har indgået en kontrakt med Kommissionen, et "Redaktionelt charter", hvor Euranet påtager sig en forpligtelse til at være journalistisk uafhængig af EU og EU's institutioner. 
Euranet begyndte at sende i Danmark den 1. september 2008. Euranet Danmark står for det journalistiske indhold af udsendelserne, der distribueres af Radio Mælkebøtten til et netværk af radiostationer i Danmark.
Programfladen for de danske udsendelser er kortere oversigthistorier samt én fokushistorie. Euranet Danmark producerer også udsendelser på andre sprog, som tysk og engelsk. Fokus for udsendelserne er Danmark i forhold til udlandet, men især de europæiske relationer.
Den nuværende ledelse af Euranet består af CEO Erlends Calabuig, COO Dominique D'Olne, On Air Chief Jan Simmen og Online Chief Florin Orban. Ansvarhavende redaktør i den danske del er Jan Simmen, og stationsleder er Evald Lauridsen.

## Eksterne links
- Euranets hjemmeside Arkiveret 24. august 2011 hos  Wayback Machine